# Gareth Glyn
Pour les articles homonymes, voir Glyn.
Gareth Glyn, né Gareth Glynne Davies le 2 juillet 1951 à Machynlleth, au pays de Galles, est un compositeur et animateur de radio gallois.

## Biographie
Né à Machynlleth, au pays de Galles, le 2 juillet 1951, Gareth Glyn est le fils aîné du défunt poète gallois T. Glynne Davies (en). Son frère, Geraint Glynne Davies, est guitariste dans le groupe de musique folklorique galloise Ar Log (en).
Il effectue ses études secondaires à Ysgol Maes Garmon (en) à Mold, avant de fréquenter, de 1969 à 1972, le Merton College, à l'université d'Oxford, où il étudie la musique et se spécialise dans la composition. 
Il travaille ensuite à la British Broadcasting Corporation, où il présente régulièrement l'émission d'actualités et d'actualités Post Prynhawn, diffusée sur la BBC Radio Cymru du lundi au vendredi dans la tranche horaire de 17 h à 18 h. Il est le principal présentateur de l'émission depuis sa première diffusion en 1978 jusqu'à janvier 2013.

## Compositions
Gareth Glyn a composé un large éventail de pièces musicales, y compris divers travaux vocaux et orchestraux et de la musique pour la télévision. Il a produit une symphonie et bon nombre de ses œuvres orchestrales enregistrées appartiennent au genre de la musique légère, notamment A Snowdon Overture, Legend of the Lake et Anglesey Seascapes. En 2011, lors de son 60e anniversaire, un double CD d'une sélection de ses œuvres orchestrales a été publié par le label Sain, dont l'importante Enduring City célébrant le 300e anniversaire de la fondation de la ville de New Bern.
En 2012, il a été sélectionné pour fournir l'arrangement du Nimrod d'Elgar pour la cérémonie d'ouverture des Jeux olympiques d'été de 2012 ; il a été joué par 80 enfants d'East London[réf. nécessaire], certains débutants sur leurs instruments et âgés de 7 ans, aux côtés d'un petit nombre de membres du London Symphony Orchestra (LSO). On estime que cette émission a été vue par un milliard de téléspectateurs ou plus dans le monde.
Les orchestres qui ont commandé et/ou interprété ses compositions comprennent − en plus du LSO − l'Orchestre de concert de la BBC (en), le North Carolina Symphony (en), l'Orchestre philharmonique de Strasbourg, l'Orchestre d'Ulster, le BBC National Orchestra of Wales, I Musici de Montréal et le Royal Ballet Sinfonia ; les solistes incluent Bryn Terfel et Catrin Finch.
Pour ses services à la musique, Gareth Glyn a été nommé membre honoraire de l'université de Bangor et druide honoraire du Gorsedd des bardes de l'île de Bretagne. Il a apporté « une contribution significative à la musique du pays de Galles ».